# Guerre & Pace FilmFest
Guerre & Pace FilmFest è un festival fondato nel 2003 dall'Associazione Culturale Seven. Si tiene nel mese di luglio nel Forte Sangallo di Nettuno, in provincia di Roma. È una rassegna dedicata al delicato tema della pace e dei conflitti internazionali. Il festival collabora con Cinecittà Luce per la sezione documentarista, all'interno della quale ha proiettato opere come L'ultimo volo di Folco Quilici. Sono anche presenti cortometraggi e lungometraggi in forma narrativa, come "Noi credevamo" di Mario Martone e "20 sigarette" di Aureliano Amadei. L'edizione del 2011 ha dedicato una sezione, "La nostra storia dall'Unità nazionale ad oggi, al 150° dell'Unità d'Italia.